# Mädchen in schlechter Gesellschaft
Mädchen in schlechter Gesellschaft (Le crâneur, Fernsehtitel Der Komplize) ist ein französischer Kriminalfilm aus dem Jahr 1955.

## Handlung
Unglückliche Lebensumstände treiben den jungen Philippe ins Kriminellenmilieu. Er arbeitet als Fahrer für einen Drogenhändlerring, der von Georges geleitet wird. Georges ist Besitzer eines Nachtlokals, in dem die Sängerinnen Betty, seine Verlobte, und Juliette auftreten. Philippe verliebt sich in Juliette und möchte aussteigen, um mit ihr ein normales Leben zu beginnen.
Georges versucht das zu verhindern, indem er Betty umbringt und den Mord Philippe in die Schuhe schiebt. Als Hauptverdächtiger versteckt sich Philippe bei Juliette, die ihm glaubt. Als er sich wieder in Gefahr befindet, benachrichtigt sie die Polizei. Es kommt zu einer Verfolgungsjagd, Georges kommt ums Leben, Philippe kommt ins Gefängnis. Juliette wartet auf ihn bis zur Haftentlassung.

## Bewertungen
Der katholische film-dienst warf dem Film 1955 vor, das Leben niederträchtiger zu schildern als es ist und ohne jede distanzierende Ironie nur moralisch ambivalente Figuren vorzuführen, von denen keine mehr das Gute vertritt. „Dieser Film nimmt sich leider ernst, zu ernst jedenfalls, um von den deutschen Filmbesuchern nicht als mögliches Abbild des Lebens genommen zu werden. So muß man viele vor ihm warnen, obgleich er im Unterschied zu anderen seiner Gattung alle erotischen Sondereffekte unterdrückt.“ Collin meinte 2005 im Guide des films, der Krimi sei zwar gekonnt gemacht, hebe aber wegen herkömmlicher Handlungssituationen nie richtig ab.